# Jeferson Calingayan
Jeferson Calingayan (ur. 2001) – filipiński zapaśnik walczący w stylu wolnym. Brązowy medalista mistrzostw Azji Południowo-Wschodniej w 2022 roku. 